# Ivan, il figlio del diavolo bianco
Ivan, il figlio del diavolo bianco è un film del 1953 diretto da Guido Brignone.

## Trama
Ivan deve combattere contro i turchi guidati da Abdul per recuperare un tesoro che appartiene allo zar.